# Стефан Рядков
Стефан Рядков е български актьор.

## Биография
Рядков е роден на 7 септември 1963 г. в Бургас. Завършва куклено актьорско майсторство в НАТФИЗ „Кръстьо Сарафов“ в класа на Атанас Илков през 1992 г. По това време той вече участва в студентското предаване „Ку-ку“, а скоро след това е поканен и в „Каналето“, където работи с Камен Воденичаров. По-нататък продължава актьорската си дейност в „Хъшове“, „Шоуто на Слави“, „Господари на ефира“ и „Като две капки вода“.
Театралната дейност на Рядков включва постановки в Сатиричния театър, Сливенския театър, Габровския театър, Варненската и Старозагорската опера. За ролята си в постановката „Любовен квадрат“ получава Гран При на феста „Албамоно“ в Корча, Албания. От 2005 г. е актьор в столичната театрална формация „Мелпомена“.
Ролите му в киното са епизодични: „Ако те има“, „Земя на прицел“, „Филип“, „Търновски пътища“, „Светът е голям и спасение дебне отвсякъде“.
През 2007 г. озвучава в първия сезон на анимационния сериал „Каспър“.